# Leucanopsis lacteogrisea
Leucanopsis lacteogrisea là một loài bướm đêm thuộc phân họ Arctiinae, họ Erebidae.